# 오칸 부루크
오칸 부르크(튀르키예어: Okan Buruk, 1973년 10월 19일 ~ )는 터키의 은퇴한 축구 선수이자, 포지션은 중앙 미드필더였다. 그는 지난 유로 2000 대회에서 이탈리아를 상대로 득점을 기록했었다.

## 수상
갈라타사라이
- 쉬페르리그 : 1992-93, 1993-94, 1996-97, 1997-98, 1998-99, 1999-00, 2007-08
- 1999-00 UEFA컵 우승
- 2000년 UEFA 슈퍼컵 우승

 튀르키예
- 2002년 FIFA 월드컵 3위